# 依布拉欣·耶谷
依布拉欣·耶谷（英語：Ibrahim bin Yaacob，1911年—1979年3月8日）是马来亚政治家。作为英国殖民政府的反对者，他是马来青年团的主席和创始人。第二次世界大战期间，他支持日本占领马来亚。他被英国殖民政府逮捕，1942年2月被日本人释放，并在占领期间拯救了数百名马来亚士兵免遭杀害。 这使他免于战后被136部队逮捕。他于1979年3月8日在雅加达去世。

## 生平
依布拉欣出生于彭亨州淡马鲁的一个布吉斯血统家庭。1929年，他加入苏丹依德理斯师范学院，两年后毕业，成为一名教师。1930年代，他在马来报章发表一系列批评英国政府的文章，后来在收到英国当局的警告后被迫辞职。 他成为民族主义报纸 Majlis 的编辑，并于1938年组建了马来青年团。马来青年团的目标是通过与印度尼西亚的联盟实现马来亚的独立。作为马来青年团的成员，他欢迎日本人并与日本人合作，因为他相信日本人将帮助马来亚获得独立并支持其第五纵队的活动。